# Guerino Vanoli Basket 2014-2015

## Stagione
La stagione 2014-2015 della Guerino Vanoli Basket, sponsorizzata Vanoli, è la 6ª in Serie A.
A differenza degli anni passati, l'iscrizione al campionato non è mai in dubbio e fin da giugno la società può lavorare per costruire il roster.
Lo staff tecnico composto da Cesare Pancotto e Paolo Lepore viene confermato. Dopo un riassetto societario, Zagni e Arisi, due "fedelissimi" dell'ex Presidente Triboldi, lasciano la società e Andrea Conti assume l'incarico di General Manager.
Per la composizione del roster si decise di cambiare formula, passando a quella con 5 giocatori stranieri senza vincoli.

## Mercato
Nessun giocatore della passata stagione viene confermato. Il mercato è contraddistinto dalla volontà di costruire una squadra giovane e atletica, con una buona presenza di giocatori italiani, in netta controtendenza con il passato. In questo senso arrivano due giovani di prospettiva come il centro Luca Campani e la guardia-ala Fabio Mian oltre al play della Nazionale Luca Vitali, che torna a Cremona dopo un anno di alti e bassi alla Reyer Venezia. Sul mercato americano vengono acquistate la guardia Kenny Hayes proveniente dal campionato israeliano, due ali rookie, James Bell e Cameron Clark, il lungo intimidatore Darrius Garrett dall'A.E. Neas Kīfisias e la combo guard Jazzmarr Ferguson da Forlì, campionato di Legadue. Completano il roster la guardia ex Varese Nicola Mei e l'ala scuola Virtus Bologna Giulio Gazzotti. Dopo approfondite visite mediche, Darrius Garrett non viene tesserato a seguito di un infortunio al ginocchio sinistro. In sostituzione, arriva il centro americano Travis Hyman dalla NBDL. A pochi giorni dall'inizio del campionato, Hyman viene a sua volta rilasciato e viene tesserato con contratto bimestrale il croato Matija Poščić. Dopo le prime tre giornate di campionato la Vanoli aggiunge al roster Marco Cusin in uscita dalla Dinamo Sassari. A seguito dell'infortunio di Cusin, a febbraio arriva da Varese Ed Daniel.
| Arrivi | Arrivi            | Arrivi              | Arrivi     |
| R      | Nome              | da                  | Modalità   |
| ------ | ----------------- | ------------------- | ---------- |
| C      | Luca Campani      | Sutor Montegranaro  | definitivo |
| P      | Luca Vitali       | Reyer Venezia       | definitivo |
| G      | Kenny Hayes       | Maccabi Ashdod      | definitivo |
| AP     | James Bell        | Villanova Wildcats  | definitivo |
| AG     | Cameron Clark     | Oklahoma Sooners    | definitivo |
| AP     | Fabio Mian        | Fortitudo Agrigento | definitivo |
| P      | Jazzmarr Ferguson | Fulgor L. Forlì     | definitivo |
| G      | Nicola Mei        | Pall. Varese        | definitivo |
| AG     | Giulio Gazzotti   | Virtus Bologna      | definitivo |
| C      | Matija Poščić     | Marso NYKK          | definitivo |

| Partenze | Partenze           | Partenze          | Partenze       |
| R        | Nome               | a                 | Modalità       |
| -------- | ------------------ | ----------------- | -------------- |
| G        | Jarrius Jackson    | Azzurro Napoli    | fine contratto |
| P        | Ben Woodside       | Siviglia          | fine contratto |
| P        | Brian Chase        | Eisb. Bremerhaven | fine contratto |
| C        | Šime Špralja       | Sharks Antibes    | fine contratto |
| C        | Curtis Kelly       | Maccabi Ashdod    | fine contratto |
| AG       | Donatas Zavackas   | Neptūnas Klaipėda | fine contratto |
| G        | Jason Rich         | Élan Chalon       | fine contratto |
| G        | Kyle Johnson       | Free agent        | fine contratto |
| P        | Gianluca Marchetti | Barcellona        | fine contratto |
| AG       | Klaudio Ndoja      | Scaligera Verona  | fine contratto |

## Risultati

### Serie A

#### Regular season

##### Girone di andata
| Arbitri: | Paolo Taurino Maurizio Biggi Dario Morelli |

|                               |            |                                 |
| Ferguson 18 Clark 14 Hayes 11 | Punti      | 22 Samuels 13 Kleiza 10 Ragland |
| Ferguson, Hayes 2             | Assist     | 3 Ragland                       |
| Bell, Campani 7               | Rimbalzi   | 10 Samuels                      |
| Cesare Pancotto               | Allenatori | Luca Banchi                     |

| Arbitri: | Manuel Mazzone Danny Borgioni Evangelista Caiazza |

|                                      |            |                               |
| Cinciarini 14 Cervi 12 Lavrinovič 11 | Punti      | 21 Clark 13 Hayes 13 Ferguson |
| Cinciarini 7                         | Assist     | 3 Ferguson                    |
| Polonara 10                          | Rimbalzi   | 9 Clark                       |
| Massimiliano Menetti                 | Allenatori | Cesare Pancotto               |

| Arbitri: | Roberto Begnis Gianluca Calbucci Dino Seghetti |

|                                             |            |                               |
| Cinciarini 17 Williams 14 Brown, Johnson 10 | Punti      | 23 Hayes 19 Campani 17 Vitali |
| Filloy 6                                    | Assist     | 7 Vitali                      |
| Johnson 5                                   | Rimbalzi   | 9 Clark                       |
| Paolo Moretti                               | Allenatori | Cesare Pancotto               |

| Arbitri: | Enrico Sabetta Roberto Chiari Guido Federico Di Francesco |

|                                            |            |                              |
| Ferguson 13 Bell, Clark, Cusin 12 Hayes 11 | Punti      | 25 Freeman 21 Archie 12 Hunt |
| Hayes, Vitali 6                            | Assist     | 3 Basile, Freeman            |
| sei giocatori 4                            | Rimbalzi   | 7 Hunt                       |
| Cesare Pancotto                            | Allenatori | Giulio Griccioli             |

| Arbitri: | Lorenzo Baldini Michele Rossi Beniamino Manuel Attard |

|                             |            |                                       |
| Young 19 Moore 15 Howell 12 | Punti      | 21 Hayes 17 Clark 14 Ferguson, Vitali |
| Moore, Tommasini 3          | Assist     | 2 Vitali                              |
| Howell 14                   | Rimbalzi   | 6 Campani, Clark                      |
| Emanuele Molin              | Allenatori | Cesare Pancotto                       |

| Arbitri: | Saverio Lanzarini Mark Bartoli Massimiliano Filippini |

|                             |            |                              |
| Hayes 17 Bell 16 Campani 15 | Punti      | 30 Denmon 8 Bulleri 8 Ivanov |
| Vitali 6                    | Assist     | 2 Harper, Turner             |
| Vitali 8                    | Rimbalzi   | 7 Harper                     |
| Cesare Pancotto             | Allenatori | Piero Bucchi                 |

| Arbitri: | Alessandro Vicino Maurizio Biggi Federico Di Francesco |

|                                 |            |                             |
| Mitchell 26 Pascolo 26 Owens 23 | Punti      | 34 Hayes 17 Vitali 16 Clark |
| Forray, Sanders 4               | Assist     | 8 Vitali                    |
| Pascolo 12                      | Rimbalzi   | 13 Cusin                    |
| Maurizio Buscaglia              | Allenatori | Cesare Pancotto             |

| Arbitri: | Manuel Mazzoni Michele Rossi Fabrizio Paglialunga |

|                             |            |                               |
| Hayes 24 Vitali 10 Cusin 10 | Punti      | 12 Okoye 9 Robinson 9 Diawara |
| Vitali 6                    | Assist     | 4 Diawara                     |
| Cusin 14                    | Rimbalzi   | 7 Callahan                    |
| Cesare Pancotto             | Allenatori | Ugo Ducarello                 |

| Arbitri: | Saverio Lanzarini Gianluca Sardella Nicola Ranaudo |

|                             |            |                             |
| Jones 16 Morgan 11 Gibson 9 | Punti      | 12 Bell 10 Hayes 9 Ferguson |
| Gibson, Stipčević 3         | Assist     | 3 Vitali                    |
| Morgan 12                   | Rimbalzi   | 9 Cusin                     |
| Luca Dalmonte               | Allenatori | Cesare Pancotto             |

| Arbitri: | Lorenzo Baldini Denny Borgioni Luca Weidmann |

|                               |            |                            |
| Vitali 17 Bell 16 Ferguson 13 | Punti      | 23 Musso 19 Ross 19 Reddic |
| Vitali 8                      | Assist     | 5 Williams                 |
| Bell 8                        | Rimbalzi   | 11 Reddic                  |
| Cesare Pancotto               | Allenatori | Sandro Dell'Agnello        |

| Arbitri: | Alessandro Martolini Carmelo Lo Guzzo Gianluca Calbucci |

|                                |            |                             |
| Ray 22 Hazell 13 Fontecchio 11 | Punti      | 20 Hayes 17 Clark 16 Vitali |
| Gaddy 3                        | Assist     | 7 Vitali                    |
| Mazzola 9                      | Rimbalzi   | 7 Clark, Vitali             |
| Giorgio Valli                  | Allenatori | Cesare Pancotto             |

| Arbitri: | Carmelo Paternicò Manuel Mazzoni Denis Quarta |

|                             |            |                                 |
| Clark 17 Cusin 13 Vitali 11 | Punti      | 18 Williams 14 Jones 9 Feldeine |
| Vitali 8                    | Assist     | 4 Gentile                       |
| Clark 7                     | Rimbalzi   | 11 Williams                     |
| Cesare Pancotto             | Allenatori | Stefano Sacripanti              |

| Arbitri: | Luigi Lamonica Paolo Taurino Nicola Ranaudo |

|                              |            |                            |
| Goss 17 Viggiano 12 Perić 11 | Punti      | 11 Campani 10 Hayes 7 Mian |
| Stone 6                      | Assist     | 4 Vitali                   |
| Perić 7                      | Rimbalzi   | 5 Gazzotti                 |
| Carlo Recalcati              | Allenatori | Cesare Pancotto            |

| Arbitri: | Enrico Sabetta Mark Bartoli Fabrizio Paglialunga |

|                                       |            |                              |
| Hayes 34 Cusin 14 Ferguson, Vitali 11 | Punti      | 25 Banks 19 Gaines 17 Harper |
| Vitali 10                             | Assist     | 1 quattro giocatori          |
| Cusin 8                               | Rimbalzi   | 9 Anosike                    |
| Cesare Pancotto                       | Allenatori | Francesco Vitucci            |

| Arbitri: | Gianluca Mattioli Gianluca Sardella Federico Di Francesco |

|                           |            |                             |
| Dyson 30 Logan 22 Lawal 9 | Punti      | 22 Bell 15 Hayes 12 Campani |
| Dyson 8                   | Assist     | 5 Clark                     |
| Lawal 11                  | Rimbalzi   | 9 Cusin                     |
| Romeo Sacchetti           | Allenatori | Cesare Pancotto             |

##### Girone di ritorno
| Arbitri: | Carmelo Paternicò Enrico Sabetta Dario Morelli |

|                                 |            |                             |
| Ragland 22 Brooks 14 Gentile 13 | Punti      | 19 Clark 10 Hayes 6 Campani |
| Gentile, Ragland 7              | Assist     | 4 Hayes                     |
| James 8                         | Rimbalzi   | 6 Campani, Clark            |
| Luca Banchi                     | Allenatori | Cesare Pancotto             |

| Arbitri: | Luigi Lamonica Guido Federico Di Francesco Denny Borgioni |

|                                             |            |                                         |
| Clark 20 Vitali 12 Bell, Cusin, Ferguson 10 | Punti      | 27 D. Diener 14 Polonara 12 Della Valle |
| Vitali 10                                   | Assist     | 5 D. Diener                             |
| Clark 9                                     | Rimbalzi   | 8 Polonara                              |
| Cesare Pancotto                             | Allenatori | Massimiliano Menetti                    |

| Arbitri: | Massimiliano Filippini Gianluca Sardella Carmelo Lo Guzzo |

|                             |            |                                   |
| Clark 18 Vitali 16 Hayes 15 | Punti      | 21 Brown 17 Williams 13 Milbourne |
| Vitali 3                    | Assist     | 6 Hall                            |
| Vitali 11                   | Rimbalzi   | 12 Amoroso                        |
| Cesare Pancotto             | Allenatori | Paolo Moretti                     |

| Arbitri: | Luigi Lamonica Guido Federico Di Francesco Luca Weidmann |

|                                |            |                                |
| Archie 14 Nicević 12 Freeman 8 | Punti      | 14 Ferguson 12 Daniel 10 Clark |
| Freeman 5                      | Assist     | 5 Vitali                       |
| Archie 6                       | Rimbalzi   | 14 Clark                       |
| Giulio Griccioli               | Allenatori | Cesare Pancotto                |

| Arbitri: | Carmelo Paternicò Enrico Sabetta Nicola Ranaudo |

|                             |            |                                 |
| Vitali 19 Hayes 17 Bell 17  | Punti      | 24 Domercant 15 Ivanov 13 Scott |
| , Ferguson, Hayes, Vitali 2 | Assist     | 7 Moore                         |
| Daniel 13                   | Rimbalzi   | 10 Scott                        |
| Cesare Pancotto             | Allenatori | Vincenzo Esposito               |

| Arbitri: | Paolo Taurino Gabriele Bettini Denny Borgioni |

|                             |            |                                |
| Denmon 26 Pullen 15 Mays 11 | Punti      | 19 Hayes 16 Vitali 12 Ferguson |
| Pullen 4                    | Assist     | 2 Ferguson                     |
| Mays 11                     | Rimbalzi   | 9 Daniel                       |
| Piero Bucchi                | Allenatori | Cesare Pancotto                |

| Arbitri: | Manuel Mazzoni Mark Bartoli Denis Quarta |

|                                     |            |                                              |
| Bell 20 Campani 13 Daniel, Clark 12 | Punti      | 17 Mitchell 14 Baldi Rossi 13 Owens, Pascolo |
| Vitali 7                            | Assist     | 4 Baldi Rossi                                |
| Daniel 12                           | Rimbalzi   | 12 Sanders                                   |
| Cesare Pancotto                     | Allenatori | Maurizio Buscaglia                           |

| Arbitri: | Tolga Sahin Dino Seghetti Evangelista Caiazza |

|                                   |            |                            |
| Eyenga 23 Jefferson 17 Rautins 15 | Punti      | 25 Hayes 15 Vitali 14 Bell |
| Maynor 7                          | Assist     | 7 Vitali                   |
| Jefferson 13                      | Rimbalzi   | 7 Clark                    |
| Attilio Caja                      | Allenatori | Cesare Pancotto            |

| Arbitri: | Luigi Lamonica Guido Federico Di Francesco Carmelo Lo Guzzo |

|                              |            |                                     |
| Clark 21 Vitali 18 Campani 8 | Punti      | 17 Stipčević 11 De Zeeuw 11 Freeman |
| Vitali 6                     | Assist     | 3 Stipčević                         |
| Bell, Daniel 7               | Rimbalzi   | 10 Ejim                             |
| Cesare Pancotto              | Allenatori | Luca Dalmonte                       |

| Arbitri: | Saverio Lanzarini Alessandro Vicino Nicola Ranaudo |

|                            |            |                             |
| Wright 31 Judge 20 Musso 8 | Punti      | 19 Clark 15 Vitali 15 Hayes |
| Wright 5                   | Assist     | 7 Vitali                    |
| Judge 10                   | Rimbalzi   | 8 Clark, Daniel             |
| Riccardo Paolini           | Allenatori | Cesare Pancotto             |

| Arbitri: | Gianluca Mattioli Gianluca Sardella Emanuele Aronne |

|                           |            |                           |
| Clark 15 Bell 13 Hayes 13 | Punti      | 21 Hazell 15 Ray 11 Gaddy |
| Vitali 7                  | Assist     | 4 Gaddy                   |
| Daniel 9                  | Rimbalzi   | 10 Mazzola                |
| Cesare Pancotto           | Allenatori | Giorgio Valli             |

| Arbitri: | Paolo Taurino Gabriele Bettini Luca Weidmann |

|                                                |            |                                   |
| Gentile 16 World Peace 13 Abass, Shermadini 10 | Punti      | 15 Hayes 12 Bell 11 Clark, Vitali |
| Gentile 4                                      | Assist     | 4 Vitali                          |
| Williams 9                                     | Rimbalzi   | 7 Daniel                          |
| Stefano Sacripanti                             | Allenatori | Cesare Pancotto                   |

| Arbitri: | Roberto Chiari Maurizio Biggi Gianluca Calbucci |

|                           |            |                              |
| Bell 18 Hayes 18 Clark 12 | Punti      | 23 Goss 21 Viggiano 16 Perić |
| Vitali 8                  | Assist     | 6 Goss                       |
| Daniel 13                 | Rimbalzi   | 5 Perić                      |
| Cesare Pancotto           | Allenatori | Carlo Recalcati              |

| Arbitri: | Saverio Lanzarini Alessandro Vicino Fabrizio Paglialunga |

|                                   |            |                            |
| Anosike 20 Harper 15 Cavaliero 14 | Punti      | 18 Vitali 17 Bell 12 Hayes |
| Green 6                           | Assist     | 5 Vitali                   |
| Anosike 16                        | Rimbalzi   | 12 Clark                   |
| Fabrizio Frates                   | Allenatori | Cesare Pancotto            |

| Arbitri: | Gianluca Mattioli Gianluca Sardella Carmelo Lo Guzzo |

|                           |            |                          |
| Vitali 15 Bell 15 Mian 12 | Punti      | 23 Logan 21 Brooks Lawal |
| Vitali 6                  | Assist     | 8 Sosa                   |
| Clark 9                   | Rimbalzi   | 13 Lawal                 |
| Cesare Pancotto           | Allenatori | Romeo Sacchetti          |

### Coppa Italia
|   | Squadra        | Risultato |
| - | -------------- | --------- |
| 2 | Dinamo Sassari | 74        |
| 7 | Vanoli Cremona | 63        |

| Arbitri: | Lamonica (Roseto degli Abruzzi) Di Francesco (Teramo) Sardella (Rimini) |

| |            | |
| Sosa 14 Dyson 12 Brooks 11 | Punti      | 16 Clark 10 Bell 9 Campani, Daniel                                                                  |
| Dyson, Sosa 4 | Assist     | 5 Vitali                                                                                            |
| Lawal 11 | Rimbalzi   | 7 Daniel, Gazzotti                                                                                  |
| 3 Logan• 7 Sanders• 9 Lawal• 11 Dyson• 21 Brooks 4 Sosa• 5 Formenti• 8 Devecchi• 10 Chessa• 14 Sacchetti• 18 Vanuzzo• 35 Kadji | Formazioni | 5 Hayes• 7 Vitali• 12 Campani• 21 Clark• 31 Bell 6 Gazzotti• 9 Mian• 14 Ferguson• 17 Mei• 20 Daniel |
| Romeo Sacchetti | Allenatori | Cesare Pancotto                                                                                     |

## Statistiche

### Statistiche di squadra
| Competizione | Punti | In casa | In casa | In casa | In casa | In casa | In trasferta | In trasferta | In trasferta | In trasferta | In trasferta | Totale | Totale | Totale | Totale | Totale | Totale |
| Competizione | Punti | G       | V       | P       | PF      | PS      | G            | V            | P            | PF           | PS           | G      | V      | P      | PF     | PS     | DIF    |
| ------------ | ----- | ------- | ------- | ------- | ------- | ------- | ------------ | ------------ | ------------ | ------------ | ------------ | ------ | ------ | ------ | ------ | ------ | ------ |
| Serie A      | 24    | 15      | 6       | 9       | 1163    | 1163    | 15           | 6            | 9            | 1145         | 1185         | 30     | 12     | 18     | 2308   | 2348   | -40    |
| Coppa Italia | -     | -       | -       | -       | -       | -       | -            | -            | -            | -            | -            | 1      | 0      | 1      | 63     | 74     | -11    |
| Totale       | 24    | 15      | 6       | 9       | 1163    | 1163    | 15           | 6            | 9            | 1145         | 1185         | 31     | 12     | 19     | 2371   | 2422   | -51    |

### Andamento in campionato
| Giornata  | 1  | 2  | 3 | 4 | 5 | 6 | 7 | 8 | 9 | 10 | 11 | 12 | 13 | 14 | 15 | 16 | 17 | 18 | 19 | 20 | 21 | 22 | 23 | 24 | 25 | 26 | 27 | 28 | 29 | 30 |
| --------- | -- | -- | - | - | - | - | - | - | - | -- | -- | -- | -- | -- | -- | -- | -- | -- | -- | -- | -- | -- | -- | -- | -- | -- | -- | -- | -- | -- |
| Luogo     | C  | T  | T | C | T | C | T | C | T | C  | T  | C  | T  | C  | T  | T  | C  | C  | T  | C  | T  | C  | T  | C  | T  | C  | T  | C  | T  | C  |
| Risultato | P  | V  | V | P | V | V | P | V | P | P  | V  | V  | P  | V  | P  | P  | P  | P  | V  | V  | P  | P  | P  | P  | V  | V  | P  | P  | P  | P  |
| Posizione | 11 | 10 | 7 | 9 | 6 | 5 | 6 | 5 | 5 | 7  | 7  | 8  | 8  | 7  | 7  | 7  | 7  | 8  | 7  | 7  | 7  | 9  | 9  | 11 | 11 | 7  | 11 | 11 | 12 | 13 |

Fonte:  Classifica Serie A, su 195.56.77.208, Lega Basket (archiviato dall'url originale il 17 ottobre 2014).
Legenda:

Luogo: C = Casa; T = Trasferta. Risultato: V = Vittoria; N = Pareggio; P = Sconfitta.

### Statistiche dei giocatori
| Giocatore   | Serie A | Serie A | Serie A | Serie A | Coppa Italia | Coppa Italia | Coppa Italia | Coppa Italia | Totale | Totale | Totale | Totale |
| Giocatore   | PG      | PTI     | AST     | RIM     | PG           | PTI          | AST          | RIM          | PG     | PTI    | AST    | RIM    |
| ----------- | ------- | ------- | ------- | ------- | ------------ | ------------ | ------------ | ------------ | ------ | ------ | ------ | ------ |
| J. Bell     | 30      | 316     | 25      | 132     | 1            | 10           | 1            | 1            | 31     | 326    | 26     | 133    |
| L. Campani  | 29      | 217     | 11      | 120     | 1            | 9            | 1            | 4            | 30     | 226    | 12     | 124    |
| C. Clark    | 28      | 363     | 27      | 200     | 1            | 16           | 3            | 5            | 29     | 379    | 30     | 205    |
| M. Cusin    | 15      | 112     | 13      | 94      | 0            | 0            | 0            | 0            | 15     | 112    | 13     | 94     |
| J. Ferguson | 30      | 247     | 34      | 56      | 1            | 6            | 2            | 0            | 31     | 253    | 36     | 56     |
| G. Gazzotti | 30      | 64      | 9       | 46      | 1            | 5            | 0            | 7            | 31     | 69     | 9      | 53     |
| K. Hayes    | 28      | 432     | 58      | 75      | 1            | 4            | 0            | 3            | 29     | 436    | 58     | 78     |
| N. Mei      | 19      | 26      | 9       | 15      | 1            | 2            | 0            | 0            | 20     | 28     | 9      | 15     |
| F. Mian     | 29      | 104     | 15      | 29      | 1            | 2            | 1            | 2            | 30     | 106    | 16     | 31     |
| M. Poščić   | 3       | 3       | 2       | 6       | 0            | 0            | 0            | 0            | 3      | 3      | 2      | 6      |
| L. Vitali   | 27      | 337     | 153     | 152     | 1            | 0            | 5            | 6            | 28     | 337    | 158    | 158    |